# Agalenocosa helvola
Agalenocosa helvola är en spindelart som först beskrevs av Carl Ludwig Koch 1847.  Agalenocosa helvola ingår i släktet Agalenocosa och familjen vargspindlar. Inga underarter finns listade i Catalogue of Life.